# Barcheria willisiana
Barcheria là một chi nấm trong họ Agaricaceae. Đây là chi đơn loài, chứa một loài Barcheria willisiana.